# Lepitsa Peak
Der Lepitsa Peak (englisch; bulgarisch връх Лепица wrach Lepiza) ist ein 1110 m hoher und vereister Berg im Grahamland auf der Antarktischen Halbinsel. In den nordöstlichen Ausläufern des Detroit-Plateaus auf der Trinity-Halbinsel ragt er an der Westseite des Zlidol Gate, 2,19 km ostsüdöstlich des Mount Schuyler, 2,88 km südsüdöstlich des Sirius Knoll, 1,49 km westsüdwestlich des Belgun Peak, 5,75 km nordwestlich des Bozveli Peak und 3,42 km ostnordöstlich des Skoparnik Bluff auf. Das Kopfende des Russell-West-Gletschers liegt nördlich und der Victory-Gletscher südlich von ihm.
Deutsche und britische Wissenschaftler nahmen 1996 seine Kartierung vor. Die bulgarische Kommission für Antarktische Geographische Namen benannte ihn 2010 nach der Ortschaft Lepiza im Norden Bulgariens.